# Nelson, Lancashire
Nelson är en ort och civil parish i Storbritannien.   Den ligger i grevskapet Lancashire och riksdelen England, i den centrala delen av landet, 35 km norr om Manchester. Nelson ligger 170 meter över havet och antalet invånare är 29 317.
Nelson var tidigare känt för sin bomulls- och konstsilkesindustri.
Terrängen runt Nelson är lite kuperad. Runt Nelson är det tätbefolkat, med 591 invånare per kvadratkilometer. Närmaste större samhälle är Burnley, 4,3 km sydväst om Nelson. Trakten runt Nelson består i huvudsak av gräsmarker.